# 搭乗率

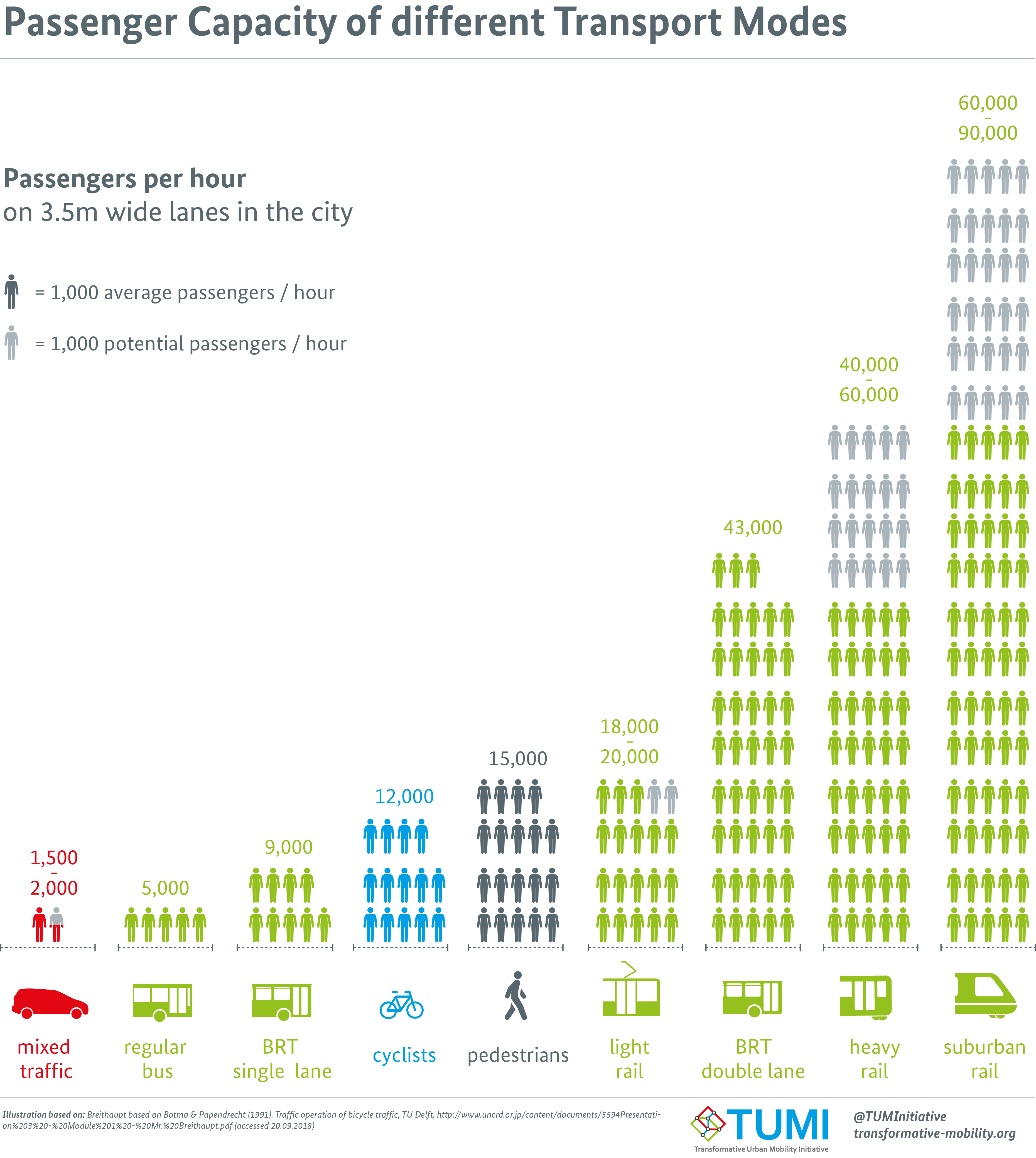
Passenger Capacity of different Transport Modes

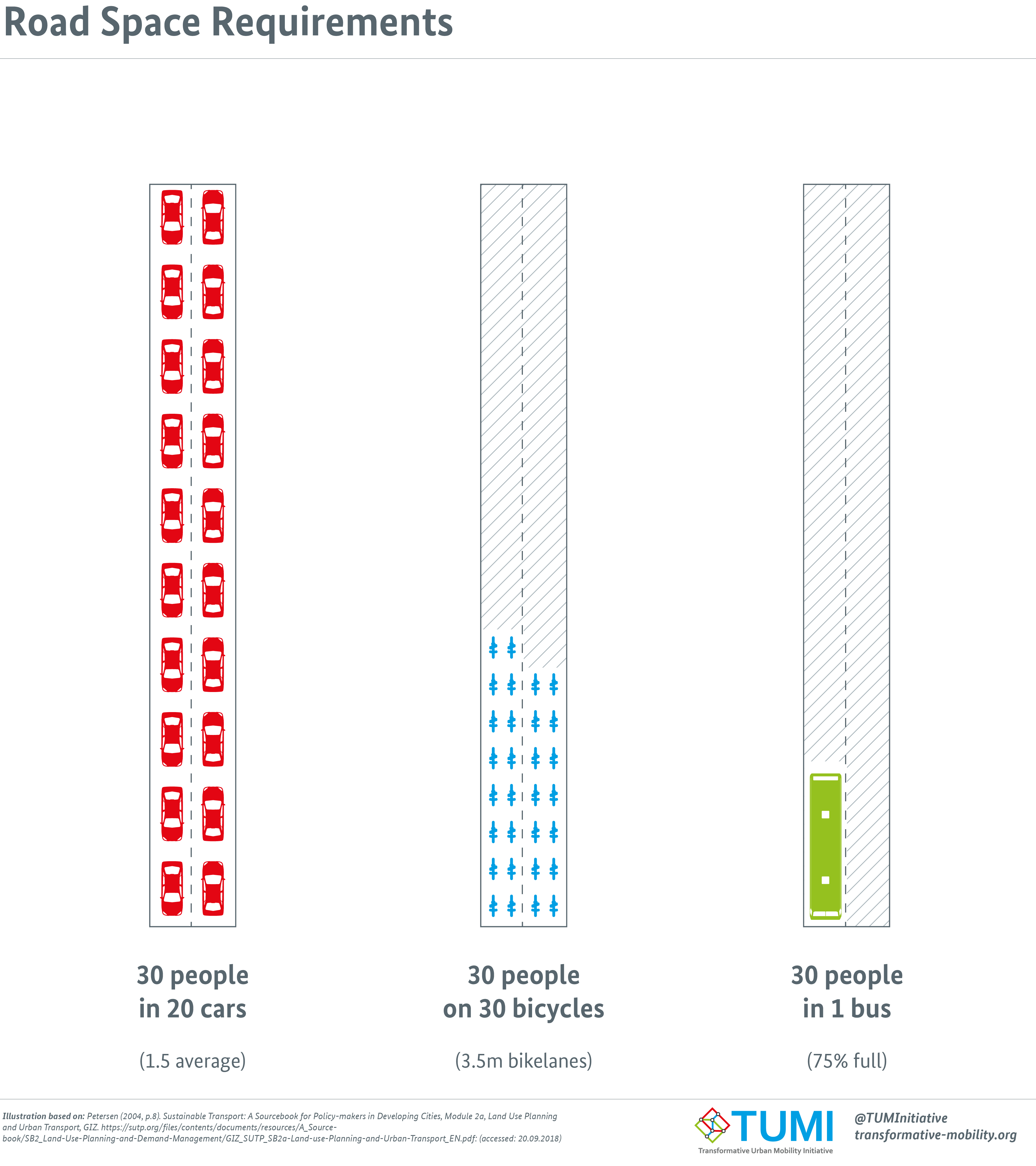
Road Space Requirements

搭乗率（英語: passenger load factor, load factor）とは旅客機等の公共交通機関において客の入り（満席度合い）を示す値。旅客鉄道の場合は乗車率、客船では乗船率と呼ぶが算出方法はどれも同じである。採算を計算する際に重要な指標である。国際航空運送協会(IATA)の統計によると2015年の航空業界全体での搭乗率は79.7%であった。

## 概要
交通機関の業績を測る上でなくてはならない指標である。一般に交通機関の費用の大半は固定費なので、一度運航を決めた後は、売り上げを伸ばす、つまり搭乗率を上げる他に費用を回収する方法はない。
丁度運航費用を回収できるギリギリの搭乗率は特に損益分岐搭乗率（採算ライン）と呼ばれ、経営上重要視される。搭乗率が損益分岐搭乗率より高ければ黒字、低ければ赤字となる。
運用上も鍵となる指標で、搭乗率が高い程、乗客一人当たりに換算した燃費は良くなる。これは、機体の総重量に対して乗客の重量は小さく、搭乗率を上げても燃料の使用量はあまり変わらないためである。
旅客機の場合は燃料費や同時に運搬する貨物などで変動するが、例として2022年のANAホールディングスでは60%を採算ラインとしている。
特に乗車率が高い場合を詰め込み乗車（ラッシュ時を参照）と呼ぶ。旅客機の場合は、座席がなければ搭乗できないので詰め込み乗車になることはない。

## 計算例
搭乗率自体は有償旅客キロ数を供給旅客キロ数で除した無次元量として求められる。例えば200キロメートル区間を定員100人乗りの機材で5便運航し、1便当たり60席を販売したとする。この場合搭乗率は
{\displaystyle {\frac {(5\ {\text{flights}})\times (200\ {\text{km}})\times (60\ {\text{passengers}}/{\text{flight}})}{(5\ {\text{flights}})\times (200\ {\text{km}})\times (100\ {\text{seats}}/{\text{flight}})}}={\frac {60,000\ {\text{passengers}}\ {\text{km}}}{100,000\ {\text{seats}}\ {\text{km}}}}=0.6\ {\text{passengers}}/{\text{seat}}=60\%}
すなわち供給旅客キロは100,000人キロに対し、有償旅客キロ60,000人キロで、搭乗率は60%となる。